# 2MASS J00360925+2413434
2MASS J00360925+2413434 ist ein L-Zwerg der Spektralklasse L5,5 im Sternbild Andromeda. Er wurde 2006 von Kuenley Chiu et al. entdeckt.